# Komajsk
Komajsk (biał. Камайск; ros. Комайск) – wieś na Białorusi, w obwodzie witebskim, w rejonie dokszyckim, w sielsowiecie Dokszyce.

## Historia
W czasach zaborów w gminie Tumiłowicze, w powiecie borysławskim, w guberni mińskiej Imperium Rosyjskiego.
W dwudziestoleciu międzywojennym wieś i majątek leżały w Polsce, w województwie wileńskim, w powiecie duniłowickim, od 1926 w powiecie dziśnieńskim, w gminie Tumiłowicze, a następnie w gminie Dokszyce.
Według Powszechnego Spisu Ludności z 1921 roku zamieszkiwało tu 551 osoby, 12 było wyznania rzymskokatolickiego, 535 prawosławnego a 4 mojżeszowego. Jednocześnie 14 mieszkańców zadeklarowało polską przynależność narodową, 533 białoruską a 4 żydowską. Było tu 97 budynków mieszkalnych. W 1931 w 122 domach zamieszkiwało 655 osób.
Wierni należeli do parafii rzymskokatolickiej w Dokszycach i prawosławnej w Tumiłowiczach. Miejscowość podlegała pod Sąd Grodzki w Dokszycach i Okręgowy w Wilnie; właściwy urząd pocztowy mieścił się w Dokszycach.
Umiejscowiona była tu strażnica KOP „Komajsk”.
Po agresji ZSRR na Polskę w 1939 roku wieś znalazła się w granicach BSRR. W latach 1941–1944 była pod okupacją niemiecką. Następnie leżała w BSRR. Od 1991 roku w Republice Białorusi.

## Zabytki
Cerkiew pw św. Eliasza z 1809 roku ufundowana przez biskupa Adriana Butrymowicza. Służy miejscowej parafii prawosławnej.